# Strongylosoma euxinum
Strongylosoma euxinum är en mångfotingart som beskrevs av Hoffman och Hans Lohmander 1968. Strongylosoma euxinum ingår i släktet Strongylosoma och familjen orangeridubbelfotingar. Inga underarter finns listade i Catalogue of Life.